# 23.º Regimento de Pioneiros Sikh
O 23.º Regimento de Pioneiros Sikh (em inglês: 23rd Sikh Pioneers) foi um regimento do Exército da Índia Britânica. Suas origens podem ser rastreadas até 1857, quando eles eram conhecidos como 15º Regimento da Infantaria (de Pioneiros) de Punjab. O regimento recrutava exclusivamente da comunidade Mazhabi Sikh da Província de Punjab. Apesar de haver "pioneiros" no nome, o regimento funcionou como um regimento de infantaria Sikh treinados especialmente como pioneiros de assalto.

## História
Eles participaram da Batalha dos Fortes de Taku (1858 e 1860) e a Batalha de Palikao, durante a Segunda Guerra do Ópio. Foi seguido pela Expedição para Abissínia, uma expedição punitiva realizada pelas forças armadas do Império Britânico contra o Império Etíope e o imperador Teodoro II da Etiópia. Em seguida participaram da Batalha de Peiwar Kotal, a Batalha de Charasiab na Segunda Guerra Anglo-Afegã in 1878. Em 1903, participaram da expedição do Exército da Índia Britânica que invidiram o Tibete, na tentativa de prevenir o Império Russo de interferir no Tibete.
Depois da I Guerra Mundial, o governo Indiano reformou o exército, alterando de regimentos de batalhão único para regimentos de batalhões múltiplos. Em 1922, o 23º Regimento de Pioneiros Sikh se tornou o 1º Batalhão, 3º Pioneiros de Sikh. Eles tiveram seu nome alterado novamente em 1929 para Corpo dos Pioneiros de Sikh, que foi abandonado em 1933. Durante a II Guerra Mundial o regimento foi reformado e se tornou o Infantaria Leve de Sikh. Este regimento foi alocado no novo Exército Indiano depois da independência da Índia.

## Coroneis do Regimento

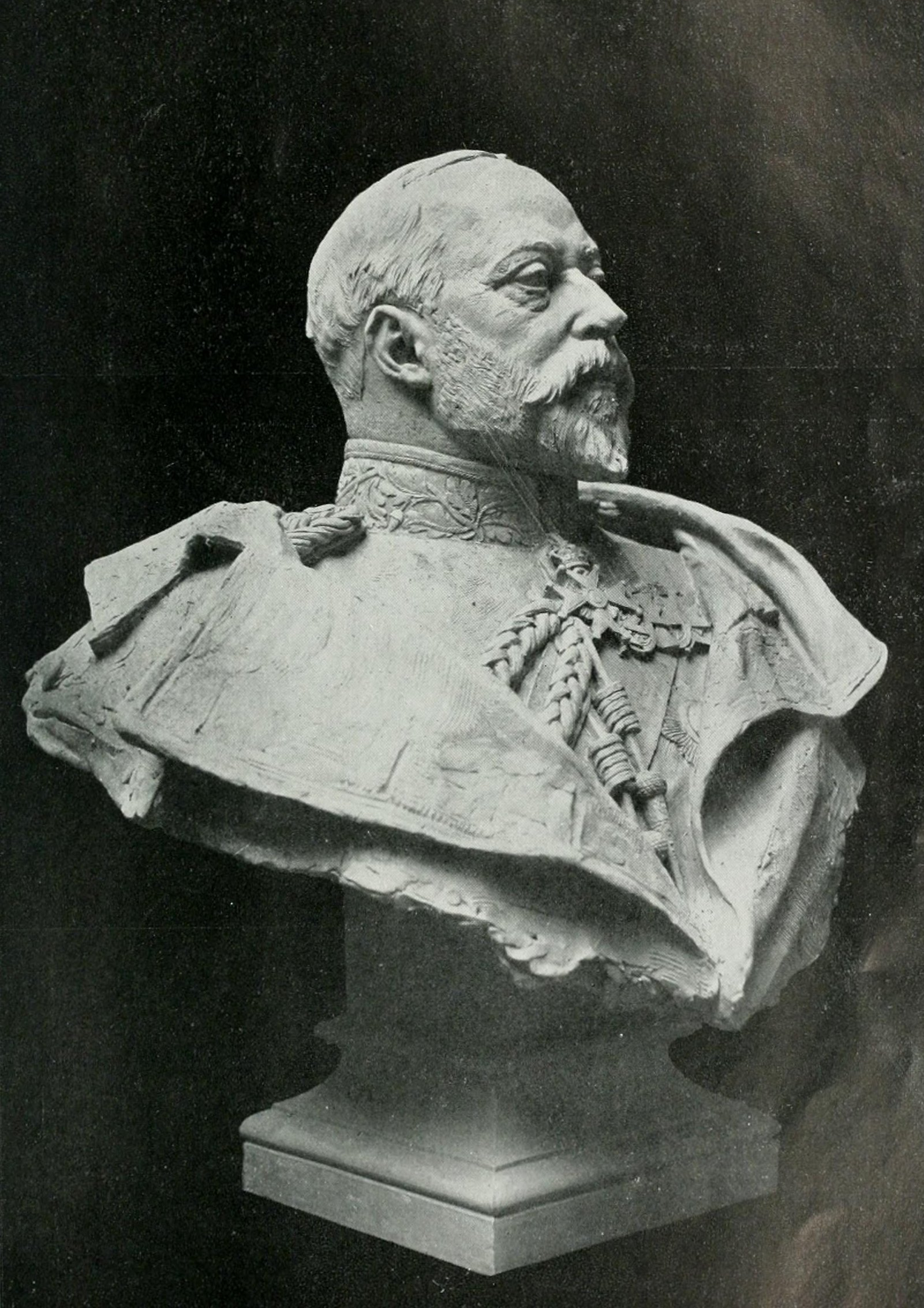
Rei Eduardo VII se tornou o Coronel-chefe do regimento em 1904

- Rei Eduardo VII - Coronel-chefe 1904

## Nomes anteriores
- 23.º Infantaria Nativa de Bangali - 1861
- 23.º (Punjab) Infantaria Nativa de Bangali (Pioneiros) - 1864
- 23.º (Punjab) Infantaria de Bangali (Pioneiros) - 1885
- 23.º Pioneiros de Punjab - 1901